# Udea berberalis
Udea berberalis là một loài bướm đêm trong họ Crambidae.